# Souessa spinifera
Souessa spinifera is een spinnensoort in de taxonomische indeling van de hangmatspinnen (Linyphiidae).
Het dier behoort tot het geslacht Souessa. De wetenschappelijke naam van de soort werd voor het eerst geldig gepubliceerd in 1874 door Octavius Pickard-Cambridge.